# Pièces de monnaie en lire italienne
Les pièces de monnaie italiennes sont une des représentations physiques, avec les billets de banque, de la monnaie de l'Italie.

## L'unité monétaire italienne
La lire italienne  (ITL ), est l'ancienne devise   de l'Italie, avant l'adoption de l'euro en 1999 
Une lire italienne était divisée en 100 centimes, pièces qui existèrent jusqu'à la Seconde Guerre mondiale, pour disparaître ensuite. Les pièces en circulation lors de l'introduction de l'euro en 1999 étaient celles de 20-50-100-200-500 et 1000 lires.

## Les pièces de monnaie de l'Italie

### Pièces de la république italienne

#### Circulation courante

##### 1 Lire
| \| 1 lire en aluminium \|                                                                  | \| 1 lire en aluminium \|                                                                  | \| 1 lire en aluminium \|                                                                   | \| 1 lire en aluminium \|                                                                   | \| 1 lire en aluminium \| |
| ------------------------------------------------------------------------------------------ | ------------------------------------------------------------------------------------------ | ------------------------------------------------------------------------------------------- | ------------------------------------------------------------------------------------------- | ------------------------- |
| Avers et revers                                                                            |                                                                                            |                                                                                             |                                                                                             |                           |
| Avers : Tête de Cérès décorée de pointes entourée de l'inscription « repvbblica italiana » | Avers : Tête de Cérès décorée de pointes entourée de l'inscription « repvbblica italiana » | Revers : Orange avec sa branche avec en dessous : l'année, la valeur et la marque d'atelier | Revers : Orange avec sa branche avec en dessous : l'année, la valeur et la marque d'atelier |                           |
| Masse 1,25 g                                                                               | Alliage Italma (aluminium)                                                                 | Diamètre 21,6 mm                                                                            | Épaisseur                                                                                   |                           |
| Artiste(s) Giuseppe Romagnoli (modéliste) Pietro Giampaoli (graveur)                       | Artiste(s) Giuseppe Romagnoli (modéliste) Pietro Giampaoli (graveur)                       | Tranche lisse                                                                               | Tranche lisse                                                                               |                           |
| Millésimes 1946–1950                                                                       |                                                                                            |                                                                                             |                                                                                             |                           |
| 1 lire en aluminium                                                                        |                                                                                            |                                                                                             |                                                                                             |                           |

| \| 1 lire en aluminium \|                                            | \| 1 lire en aluminium \|                                            | \| 1 lire en aluminium \|                                                               | \| 1 lire en aluminium \|                                                               | \| 1 lire en aluminium \| |
| -------------------------------------------------------------------- | -------------------------------------------------------------------- | --------------------------------------------------------------------------------------- | --------------------------------------------------------------------------------------- | ------------------------- |
| Avers et revers                                                      |                                                                      |                                                                                         |                                                                                         |                           |
| Avers : L'inscription « repvbblica italiana » et une balance         | Avers : L'inscription « repvbblica italiana » et une balance         | Revers : Corne d'abondance avec à gauche valeur faciale, l'année et la marque d'atelier | Revers : Corne d'abondance avec à gauche valeur faciale, l'année et la marque d'atelier |                           |
| Masse 0,625 g                                                        | Alliage Italma (aluminium)                                           | Diamètre 17,2 mm                                                                        | Épaisseur                                                                               |                           |
| Artiste(s) Giuseppe Romagnoli (modéliste) Pietro Giampaoli (graveur) | Artiste(s) Giuseppe Romagnoli (modéliste) Pietro Giampaoli (graveur) | Tranche lisse                                                                           | Tranche lisse                                                                           |                           |
| Millésimes 1950-2001                                                 |                                                                      |                                                                                         |                                                                                         |                           |
| 1 lire en aluminium                                                  |                                                                      |                                                                                         |                                                                                         |                           |

##### 2 Lires
| \| 2 lires en aluminium \|                                                | \| 2 lires en aluminium \|                                                | \| 2 lires en aluminium \|            | \| 2 lires en aluminium \|            | \| 2 lires en aluminium \| |
| ------------------------------------------------------------------------- | ------------------------------------------------------------------------- | ------------------------------------- | ------------------------------------- | -------------------------- |
| Avers et revers                                                           |                                                                           |                                       |                                       |                            |
| Avers : L'inscription « repvbblica • italiana » et un paysan avec charrue | Avers : L'inscription « repvbblica • italiana » et un paysan avec charrue | Revers : Épi de maïs, valeur et année | Revers : Épi de maïs, valeur et année |                            |
| Masse 1,75 g                                                              | Alliage Italma (aluminium)                                                | Diamètre 24,1 mm                      | Épaisseur                             |                            |
| Artiste(s) Giuseppe Romagnoli (modéliste) Pietro Giampaoli (graveur)      | Artiste(s) Giuseppe Romagnoli (modéliste) Pietro Giampaoli (graveur)      | Tranche lisse                         | Tranche lisse                         |                            |
| Millésimes 1946-1950                                                      |                                                                           |                                       |                                       |                            |
| 2 lires en aluminium                                                      |                                                                           |                                       |                                       |                            |

| \| 2 lires en aluminium \| | \| 2 lires en aluminium \|                                     | \| 2 lires en aluminium \|                           | \| 2 lires en aluminium \|                           | \| 2 lires en aluminium \| |
| --- | -------------------------------------------------------------- | ---------------------------------------------------- | ---------------------------------------------------- | -------------------------- |
| Avers et revers |                                                                |                                                      |                                                      |                            |
| Avers : L'inscription « repvbblica • italiana » et une abeille | Avers : L'inscription « repvbblica • italiana » et une abeille | Revers : Rameau d'olivier, valeur faciale et l'année | Revers : Rameau d'olivier, valeur faciale et l'année |                            |
| Masse 0,8 g | Alliage Italma (aluminium)                                     | Diamètre 18,3 mm                                     | Épaisseur                                            |                            |
| Artiste(s) Giuseppe Romagnoli (modéliste) | Artiste(s) Giuseppe Romagnoli (modéliste)                      | Tranche rayé                                         | Tranche rayé                                         |                            |
| Millésimes 1951-1959 et 1968-2001 |                                                                |                                                      |                                                      |                            |
| |                                                                |                                                      |                                                      |                            |
| Remarques – En 1959, l'inflation ayant beaucoup augmenté et la pièce de deux lires a perdu beaucoup de valeur, il a été décidé d'arrêter sa fabrication. La fabrication ne reprend qu'en 1968 pour les coffrets et a cessé en 2001 (avant l'introduction de l'euro). |                                                                |                                                      |                                                      |                            |
| 2 lires en aluminium |                                                                |                                                      |                                                      |                            |

##### 5 Lires
| \| 5 lires en aluminium \|                                               | \| 5 lires en aluminium \|                                               | \| 5 lires en aluminium \|                   | \| 5 lires en aluminium \|                   | \| 5 lires en aluminium \| |
| ------------------------------------------------------------------------ | ------------------------------------------------------------------------ | -------------------------------------------- | -------------------------------------------- | -------------------------- |
| Avers et revers                                                          |                                                                          |                                              |                                              |                            |
| Avers : L'inscription « repvbblica italiana » et le visage de la liberté | Avers : L'inscription « repvbblica italiana » et le visage de la liberté | Revers : Grappe de raisin, valeur et l'année | Revers : Grappe de raisin, valeur et l'année |                            |
| Masse 2,5 g                                                              | Alliage Italma (aluminium)                                               | Diamètre 26,7 mm                             | Épaisseur                                    |                            |
| Artiste(s)                                                               | Artiste(s)                                                               | Tranche rayé                                 | Tranche rayé                                 |                            |
| Millésimes 1946-1950                                                     |                                                                          |                                              |                                              |                            |
| 5 lires en aluminium                                                     |                                                                          |                                              |                                              |                            |

| \| 5 lires en aluminium \|                                                 | \| 5 lires en aluminium \|                                                 | \| 5 lires en aluminium \|                  | \| 5 lires en aluminium \|                  | \| 5 lires en aluminium \| |
| -------------------------------------------------------------------------- | -------------------------------------------------------------------------- | ------------------------------------------- | ------------------------------------------- | -------------------------- |
| Avers et revers                                                            |                                                                            |                                             |                                             |                            |
| Avers : L'inscription « repvbblica • italiana » et un gouvernail de navire | Avers : L'inscription « repvbblica • italiana » et un gouvernail de navire | Revers : Dauphin, valeur faciale et l'année | Revers : Dauphin, valeur faciale et l'année |                            |
| Masse 1 g                                                                  | Alliage Italma (aluminium)                                                 | Diamètre 20,3 mm                            | Épaisseur                                   |                            |
| Artiste(s) Giuseppe Romagnoli (modéliste)                                  | Artiste(s) Giuseppe Romagnoli (modéliste)                                  | Tranche lisse                               | Tranche lisse                               |                            |
| Millésimes 1951-1998                                                       |                                                                            |                                             |                                             |                            |
| 5 lires en aluminium                                                       |                                                                            |                                             |                                             |                            |

##### 10 Lires
| \| 10 lires en aluminium \|                                       | \| 10 lires en aluminium \|                                       | \| 10 lires en aluminium \|                           | \| 10 lires en aluminium \|                           | \| 10 lires en aluminium \| |
| ----------------------------------------------------------------- | ----------------------------------------------------------------- | ----------------------------------------------------- | ----------------------------------------------------- | --------------------------- |
| Avers et revers                                                   |                                                                   |                                                       |                                                       |                             |
| Avers : L'inscription « repvbblica italiana » et Pégase           | Avers : L'inscription « repvbblica italiana » et Pégase           | Revers : Branche d'olivier, valeur faciale et l'année | Revers : Branche d'olivier, valeur faciale et l'année |                             |
| Masse 3 g                                                         | Alliage Italma (aluminium)                                        | Diamètre 29 mm                                        | Épaisseur                                             |                             |
| Artiste(s) Giuseppe Romagnoli (modèle) Pietro Giampaoli (graveur) | Artiste(s) Giuseppe Romagnoli (modèle) Pietro Giampaoli (graveur) | Tranche gravure repvbblica italiana                   | Tranche gravure repvbblica italiana                   |                             |
| Millésimes 1946-1950                                              |                                                                   |                                                       |                                                       |                             |
| 10 lires en aluminium                                             |                                                                   |                                                       |                                                       |                             |

| \| 10 lires en aluminium \|                                           | \| 10 lires en aluminium \|                                           | \| 10 lires en aluminium \|                | \| 10 lires en aluminium \|                | \| 10 lires en aluminium \| |
| --------------------------------------------------------------------- | --------------------------------------------------------------------- | ------------------------------------------ | ------------------------------------------ | --------------------------- |
| Avers et revers                                                       |                                                                       |                                            |                                            |                             |
| Avers : L'inscription « repvbblica italiana », une charrue et l'année | Avers : L'inscription « repvbblica italiana », une charrue et l'année | Revers : Deux épis de maïs, valeur faciale | Revers : Deux épis de maïs, valeur faciale |                             |
| Masse 1,6 g                                                           | Alliage Italma (aluminium)                                            | Diamètre 23,3 mm                           | Épaisseur                                  |                             |
| Artiste(s) Pietro Giampaoli (graveur)                                 | Artiste(s) Pietro Giampaoli (graveur)                                 | Tranche lisse                              | Tranche lisse                              |                             |
| Millésimes 1951-1999                                                  |                                                                       |                                            |                                            |                             |
| 10 lires en aluminium                                                 |                                                                       |                                            |                                            |                             |

##### 20 Lires
| \| 20 lires \|                                                      | \| 20 lires \|                                                      | \| 20 lires \|                            | \| 20 lires \|                            | \| 20 lires \| |
| ------------------------------------------------------------------- | ------------------------------------------------------------------- | ----------------------------------------- | ----------------------------------------- | -------------- |
| Avers et revers                                                     |                                                                     |                                           |                                           |                |
| Avers : L'inscription « repvbblica italiana » et une tête couronnée | Avers : L'inscription « repvbblica italiana » et une tête couronnée | Revers : Branche de chêne, valeur faciale | Revers : Branche de chêne, valeur faciale |                |
| Masse 3,6 g                                                         | Alliage Bronzital                                                   | Diamètre 21,3 mm                          | Épaisseur                                 |                |
| Artiste(s) Pietro Giampaoli (graveur)                               | Artiste(s) Pietro Giampaoli (graveur)                               | Tranche lisse                             | Tranche lisse                             |                |
| Millésimes 1969-1999                                                |                                                                     |                                           |                                           |                |
| 20 lires                                                            |                                                                     |                                           |                                           |                |

##### 50 Lires
| \| 50 lires \|                                                         | \| 50 lires \|                                                         | \| 50 lires \|                                                      | \| 50 lires \|                                                      | \| 50 lires \| |
| ---------------------------------------------------------------------- | ---------------------------------------------------------------------- | ------------------------------------------------------------------- | ------------------------------------------------------------------- | -------------- |
| Avers et revers                                                        |                                                                        |                                                                     |                                                                     |                |
| Avers : L'inscription « repvbblica italiana » et une tête de couronnée | Avers : L'inscription « repvbblica italiana » et une tête de couronnée | Revers : Vulcain travaillant à l'enclume, valeur faciale et l'année | Revers : Vulcain travaillant à l'enclume, valeur faciale et l'année |                |
| Masse 6,25 g                                                           | Alliage Acmonital                                                      | Diamètre 24,8 mm                                                    | Épaisseur                                                           |                |
| Artiste(s) Giuseppe Romagnoli (modèle) Pietro Giampaoli (graveur)      | Artiste(s) Giuseppe Romagnoli (modèle) Pietro Giampaoli (graveur)      | Tranche lisse                                                       | Tranche lisse                                                       |                |
| Millésimes 1954-1989                                                   |                                                                        |                                                                     |                                                                     |                |
| 50 lires                                                               |                                                                        |                                                                     |                                                                     |                |

| \| 50 lires \|                                                         | \| 50 lires \|                                                         | \| 50 lires \|                                                      | \| 50 lires \|                                                      | \| 50 lires \| |
| ---------------------------------------------------------------------- | ---------------------------------------------------------------------- | ------------------------------------------------------------------- | ------------------------------------------------------------------- | -------------- |
| Avers et revers                                                        |                                                                        |                                                                     |                                                                     |                |
| Avers : L'inscription « repvbblica italiana » et une tête de couronnée | Avers : L'inscription « repvbblica italiana » et une tête de couronnée | Revers : Vulcain travaillant à l'enclume, valeur faciale et l'année | Revers : Vulcain travaillant à l'enclume, valeur faciale et l'année |                |
| Masse 6,25 g                                                           | Alliage Acmonital                                                      | Diamètre 24,8 mm                                                    | Épaisseur                                                           |                |
| Artiste(s)                                                             | Artiste(s)                                                             | Tranche lisse                                                       | Tranche lisse                                                       |                |
| Millésimes 1990-1995                                                   |                                                                        |                                                                     |                                                                     |                |
| 50 lires                                                               |                                                                        |                                                                     |                                                                     |                |

| \| 50 lires \| | \| 50 lires \| | \| 50 lires \|                                       | \| 50 lires \|                                       | \| 50 lires \| |
| --- | --- | ---------------------------------------------------- | ---------------------------------------------------- | -------------- |
| Avers et revers | |                                                      |                                                      |                |
| Avers : L'inscription « repvbblica italiana » et Italia turrita (figure allégorique féminine personnifiant l'Italie) | Avers : L'inscription « repvbblica italiana » et Italia turrita (figure allégorique féminine personnifiant l'Italie) | Revers : Couronne arborée, valeur faciale et l'année | Revers : Couronne arborée, valeur faciale et l'année |                |
| Masse 4,5 g | Alliage Cupronickel                                                                                                  | Diamètre 19,2 mm                                     | Épaisseur                                            |                |
| Artiste(s) Laura Cretara                                                                                             | Artiste(s) Laura Cretara                                                                                             | Tranche lisse                                        | Tranche lisse                                        |                |
| Millésimes 1996-1999                                                                                                 | |                                                      |                                                      |                |
| 50 lires | |                                                      |                                                      |                |

##### 100 Lires
| \| 100 lires \|                                                        | \| 100 lires \|                                                        | \| 100 lires \|                                               | \| 100 lires \|                                               | \| 100 lires \| |
| ---------------------------------------------------------------------- | ---------------------------------------------------------------------- | ------------------------------------------------------------- | ------------------------------------------------------------- | --------------- |
| Avers et revers                                                        |                                                                        |                                                               |                                                               |                 |
| Avers : L'inscription « repvbblica italiana » et une tête de couronnée | Avers : L'inscription « repvbblica italiana » et une tête de couronnée | Revers : Minerve, arbre de laurier, valeur faciale et l'année | Revers : Minerve, arbre de laurier, valeur faciale et l'année |                 |
| Masse 8 g                                                              | Alliage Acmonital                                                      | Diamètre 27,8 mm                                              | Épaisseur                                                     |                 |
| Artiste(s)                                                             | Artiste(s)                                                             | Tranche lisse                                                 | Tranche lisse                                                 |                 |
| Millésimes 1955-1989                                                   |                                                                        |                                                               |                                                               |                 |
| 100 lires                                                              |                                                                        |                                                               |                                                               |                 |

| \| 100 lires \|                                                        | \| 100 lires \|                                                        | \| 100 lires \|                                               | \| 100 lires \|                                               | \| 100 lires \| |
| ---------------------------------------------------------------------- | ---------------------------------------------------------------------- | ------------------------------------------------------------- | ------------------------------------------------------------- | --------------- |
| Avers et revers                                                        |                                                                        |                                                               |                                                               |                 |
| Avers : L'inscription « repvbblica italiana » et une tête de couronnée | Avers : L'inscription « repvbblica italiana » et une tête de couronnée | Revers : Minerve, arbre de laurier, valeur faciale et l'année | Revers : Minerve, arbre de laurier, valeur faciale et l'année |                 |
| Masse 3,3 g                                                            | Alliage Acmonital                                                      | Diamètre 18,3 mm                                              | Épaisseur                                                     |                 |
| Artiste(s)                                                             | Artiste(s)                                                             | Tranche lisse                                                 | Tranche lisse                                                 |                 |
| Millésimes 1990-1992                                                   |                                                                        |                                                               |                                                               |                 |
| 100 lires                                                              |                                                                        |                                                               |                                                               |                 |

| \| 100 lires \| | \| 100 lires \| | \| 100 lires \|                                                                     | \| 100 lires \|                                                                     | \| 100 lires \| |
| --- | --- | ----------------------------------------------------------------------------------- | ----------------------------------------------------------------------------------- | --------------- |
| Avers et revers | |                                                                                     |                                                                                     |                 |
| Avers : L'inscription « repvbblica italiana » et Italia turrita (figure allégorique féminine personnifiant l'Italie) | Avers : L'inscription « repvbblica italiana » et Italia turrita (figure allégorique féminine personnifiant l'Italie) | Revers : Mouette, épi de maïs, dauphin, rameau d'olivier, valeur faciale et l'année | Revers : Mouette, épi de maïs, dauphin, rameau d'olivier, valeur faciale et l'année |                 |
| Masse 4,5 g | Alliage Cupronickel                                                                                                  | Diamètre 22 mm                                                                      | Épaisseur                                                                           |                 |
| Artiste(s) | Artiste(s) | Tranche rayée discontinu                                                            | Tranche rayée discontinu                                                            |                 |
| Millésimes 1993-1999                                                                                                 | |                                                                                     |                                                                                     |                 |
| 100 lires | |                                                                                     |                                                                                     |                 |

##### 200 Lires
| \| 200 lires \|                                                    | \| 200 lires \|                                                    | \| 200 lires \|                                                | \| 200 lires \|                                                | \| 200 lires \| |
| ------------------------------------------------------------------ | ------------------------------------------------------------------ | -------------------------------------------------------------- | -------------------------------------------------------------- | --------------- |
| Avers et revers                                                    |                                                                    |                                                                |                                                                |                 |
| Avers : L'inscription « repvbblica italiana » et une tête féminine | Avers : L'inscription « repvbblica italiana » et une tête féminine | Revers : Valeur faciale au centre d'une roue dentée et l'année | Revers : Valeur faciale au centre d'une roue dentée et l'année |                 |
| Masse 5 g                                                          | Alliage Bronzital                                                  | Diamètre 24 mm                                                 | Épaisseur                                                      |                 |
| Artiste(s) Mario Vallucci                                          | Artiste(s) Mario Vallucci                                          | Tranche rayée                                                  | Tranche rayée                                                  |                 |
| Millésimes 1977-1988                                               |                                                                    |                                                                |                                                                |                 |
| 200 lires                                                          |                                                                    |                                                                |                                                                |                 |

##### 500 Lires
| \| 500 lires \|                                                   | \| 500 lires \|                                                   | \| 500 lires \|                                                    | \| 500 lires \|                                                    | \| 500 lires \| |
| ----------------------------------------------------------------- | ----------------------------------------------------------------- | ------------------------------------------------------------------ | ------------------------------------------------------------------ | --------------- |
| Avers et revers                                                   |                                                                   |                                                                    |                                                                    |                 |
| Avers : Buste de femme entouré de 19 blasons de villes et régions | Avers : Buste de femme entouré de 19 blasons de villes et régions | Revers : L'inscription « repvbblica italiana » et trois caravelles | Revers : L'inscription « repvbblica italiana » et trois caravelles |                 |
| Masse 11 g                                                        | Alliage Argent (835 ‰)                                            | Diamètre 29,5 mm                                                   | Épaisseur                                                          |                 |
| Artiste(s) Pietro Giampaoli                                       | Artiste(s) Pietro Giampaoli                                       | Tranche L'inscription « repvbblica italiana » suivi de l'année     | Tranche L'inscription « repvbblica italiana » suivi de l'année     |                 |
| Millésimes 1958-1967                                              |                                                                   |                                                                    |                                                                    |                 |
| 500 lires                                                         |                                                                   |                                                                    |                                                                    |                 |

| \| 500 lires \|                                                                 | \| 500 lires \|                                                                 | \| 500 lires \|                                        | \| 500 lires \|                                        | \| 500 lires \| |
| ------------------------------------------------------------------------------- | ------------------------------------------------------------------------------- | ------------------------------------------------------ | ------------------------------------------------------ | --------------- |
| Avers et revers                                                                 |                                                                                 |                                                        |                                                        |                 |
| Avers : L'inscription « repvbblica italiana » et la tête ailée de la République | Avers : L'inscription « repvbblica italiana » et la tête ailée de la République | Revers : Palais du Quirinal, valeur faciale et l'année | Revers : Palais du Quirinal, valeur faciale et l'année |                 |
| Masse 6,8 g                                                                     | Alliage Acmonital et Bronzital                                                  | Diamètre 25,8 mm                                       | Épaisseur                                              |                 |
| Artiste(s) Laura Cretara                                                        | Artiste(s) Laura Cretara                                                        | Tranche rayée discontinue                              | Tranche rayée discontinue                              |                 |
| Millésimes 1982-1995                                                            |                                                                                 |                                                        |                                                        |                 |
| 500 lires                                                                       |                                                                                 |                                                        |                                                        |                 |

##### 1 000 Lires
| \| 1 000 lires \| | \| 1 000 lires \| | \| 1 000 lires \|                                                            | \| 1 000 lires \|                                                            | \| 1 000 lires \| |
| --- | --- | ---------------------------------------------------------------------------- | ---------------------------------------------------------------------------- | ----------------- |
| Avers et revers | |                                                                              |                                                                              |                   |
| Avers : L'inscription « repvbblica italiana » et Italia turrita (figure allégorique féminine personnifiant l'Italie) | Avers : L'inscription « repvbblica italiana » et Italia turrita (figure allégorique féminine personnifiant l'Italie) | Revers : Carte de l'Europe avec Allemagne divisée, valeur faciale et l'année | Revers : Carte de l'Europe avec Allemagne divisée, valeur faciale et l'année |                   |
| Masse 8,8 g | Alliage Cupronickel et Bronzital                                                                                     | Diamètre 27 mm                                                               | Épaisseur                                                                    |                   |
| Artiste(s) Uliana Pernazza (avers) Laura Cretara (revers)                                                            | Artiste(s) Uliana Pernazza (avers) Laura Cretara (revers)                                                            | Tranche rayée discontinue                                                    | Tranche rayée discontinue                                                    |                   |
| Millésimes 1997 | |                                                                              |                                                                              |                   |
| 1 000 lires | |                                                                              |                                                                              |                   |

| \| 1 000 lires \| | \| 1 000 lires \| | \| 1 000 lires \|                                                              | \| 1 000 lires \|                                                              | \| 1 000 lires \| |
| --- | --- | ------------------------------------------------------------------------------ | ------------------------------------------------------------------------------ | ----------------- |
| Avers et revers | |                                                                                |                                                                                |                   |
| Avers : L'inscription « repvbblica italiana » et Italia turrita (figure allégorique féminine personnifiant l'Italie) | Avers : L'inscription « repvbblica italiana » et Italia turrita (figure allégorique féminine personnifiant l'Italie) | Revers : Carte de l'Europe avec Allemagne réunifiée, valeur faciale et l'année | Revers : Carte de l'Europe avec Allemagne réunifiée, valeur faciale et l'année |                   |
| Masse 8,8 g | Alliage Cupronickel et Bronzital                                                                                     | Diamètre 27 mm                                                                 | Épaisseur                                                                      |                   |
| Artiste(s) Uliana Pernazza (avers) Laura Cretara (revers)                                                            | Artiste(s) Uliana Pernazza (avers) Laura Cretara (revers)                                                            | Tranche rayée discontinue                                                      | Tranche rayée discontinue                                                      |                   |
| Millésimes 1997-1998                                                                                                 | |                                                                                |                                                                                |                   |
| 1 000 lires | |                                                                                |                                                                                |                   |